# 格伦代尔 (科罗拉多州)
格伦代尔（英語：Glendale），是美国科罗拉多州阿拉珀霍县下属的一座城市。建市于1952年5月19日，面积大约为0.554平方英里（1.434平方公里）。根据2010年美国人口普查，该市有人口4,184人。2011年估计该市有人口4,432人，相比2010年人口增长率为5.93%。同时，论人口该市是科罗拉多州第81大城市。

## 教育
櫻桃溪學區營運学校。